# タイビン市
タイビン市（ベトナム語：Thành phố Thái Bình / 城庯太平、 listen）はベトナムの紅河デルタ地方のタイビン省の省都である。首都ハノイから110km離れている。人口は2019年時点で196,422人、面積は67.71km2である。

## 歴史
10世紀、この地域では陳人が暮らしていた。

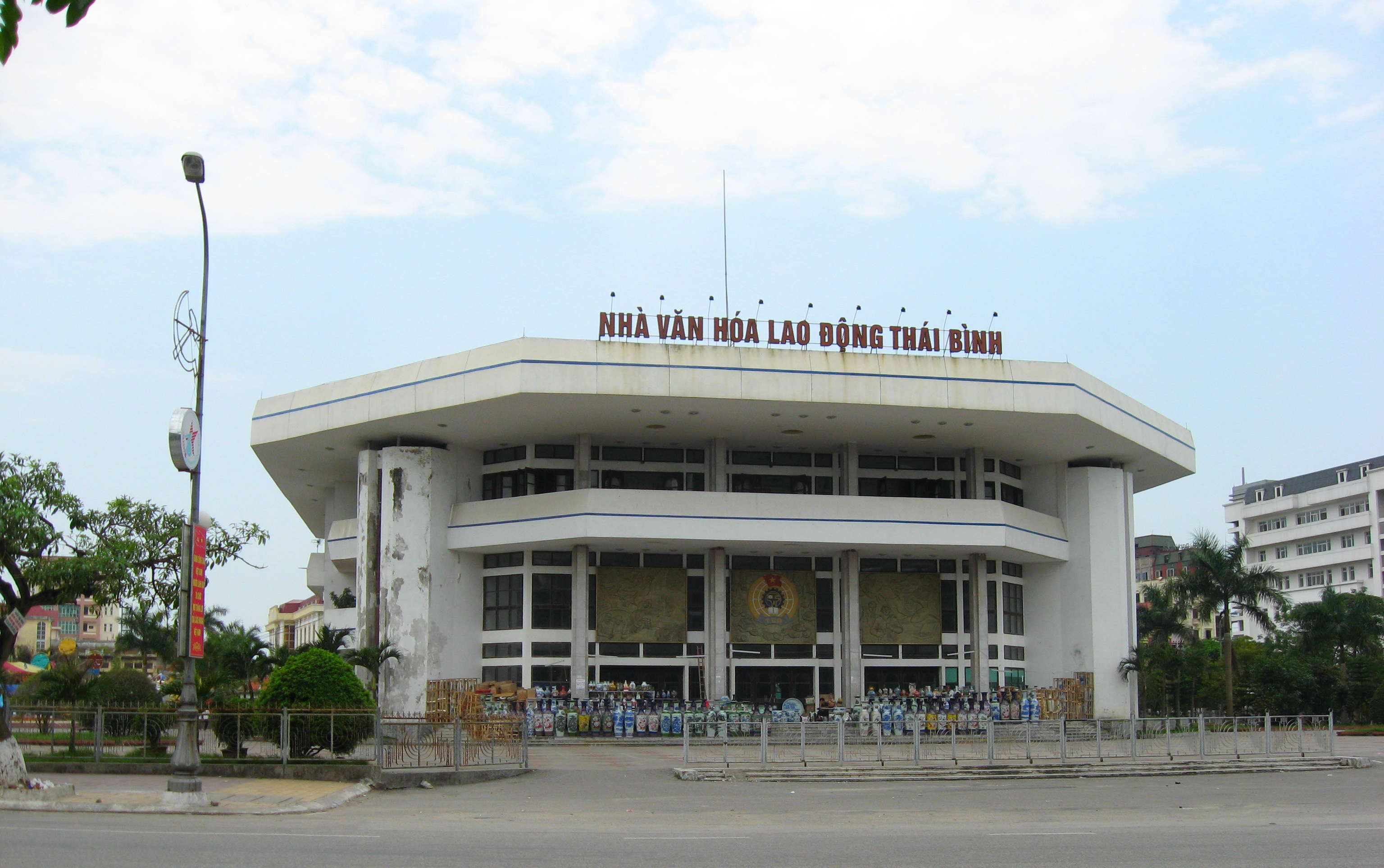
労働者文化の家

1061年、タイビンはケオ寺（神光寺）の近くに設置された。
1225年、陳朝が成立した。
2004年、町から市に昇格した。タイビン薬科大学はベトナム最高峰の薬科大学の1つである。

## 行政区画
以下の10坊9社から構成される。
- ボースエン坊（Bồ Xuyên / 蒲川）
- デタム坊（Đề Thám / 提探）
- ホアンジエウ坊（Hoàng Diệu / 黃耀）
- キーバー坊（Kỳ Bá / 奇百）
- レホンフォン坊（Lê Hồng Phong / 黎鴻豐）
- フーカイン坊（Phú Khánh / 富慶）
- クアンチュン坊（Quang Trung / 光中）
- ティエンフォン坊（Tiền Phong / 前鋒）
- チャンフンダオ坊（Trần Hưng Đạo / 陳興道）
- チャンラム坊（Trần Lãm / 陳覽）
- ドンホア社（Đông Hoà / 東和）
- ドンミー社（Đông Mỹ / 東美）
- ドントー社（Đông Thọ / 東壽）
- フースアン社（Phú Xuân / 富春）
- タンビン社（Tân Bình / 新平）
- ヴーチャイン社（Vũ Chính / 武政）
- ヴードン社（Vũ Đông / 武東）
- ヴーラック社（Vũ Lạc / 武樂）
- ヴーフック社（Vũ Phúc / 武福）